# Перец кубеба
Перец кубе́ба (лат. Piper cubeba) — вид растений рода Перец,семейства Перечные (Piperaceae).

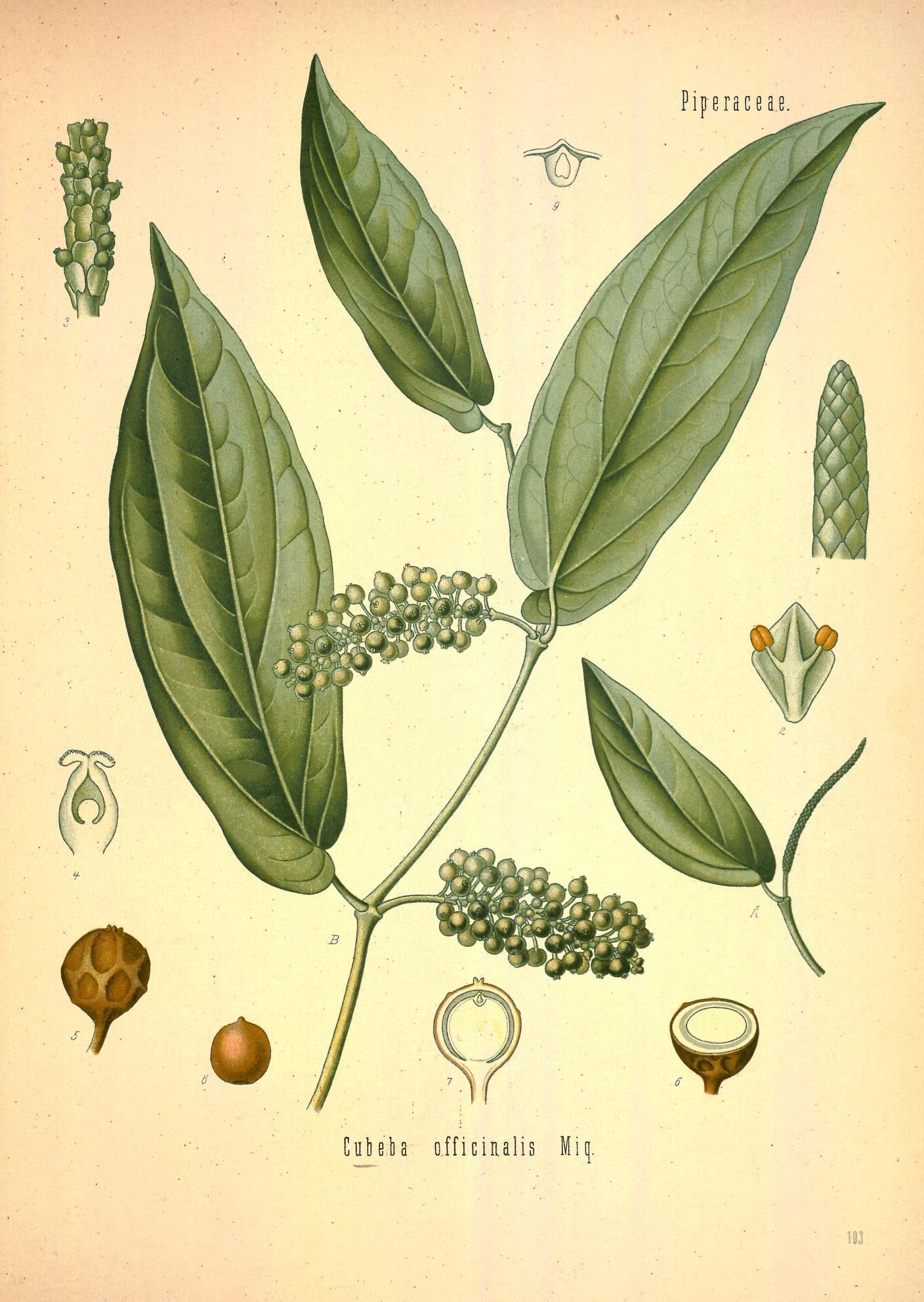

Вьющийся кустарник родом с Больших Зондских островов (Индонезия) — Явы, Суматры и Калимантана. Самый ароматный из всех существующих настоящих перцев. Наверное, поэтому он сегодня и не пользуется большой любовью в европейской кухне. Верны ему остались только народы, живущие в более тёплых климатических условиях, которые используют его наряду с чёрным перцем.
Перец кубеба до сих пор выращивают в Индонезии, прежде всего на Яве. В прошлом он очень высоко ценился и пользовался большим спросом. Ещё до начала нашей эры древние индийцы применяли его в народной медицине. От них о нём узнали арабы и стали называть его индийской пряностью. А Европа познакомилась с этой специей благодаря венецианским купцам. В течение столетий перец кубеба был ходовым товаром. В XIX веке английские офицеры, жившие на Яве, узнали, что местные жители используют растение для лечения различных воспалений мочевых путей, и вскоре перец кубеба вошёл и в европейскую фармацевтику.
Широко применялся в России XVI–начала XVIII веков как приправа к мясу, рыбе, пряникам.

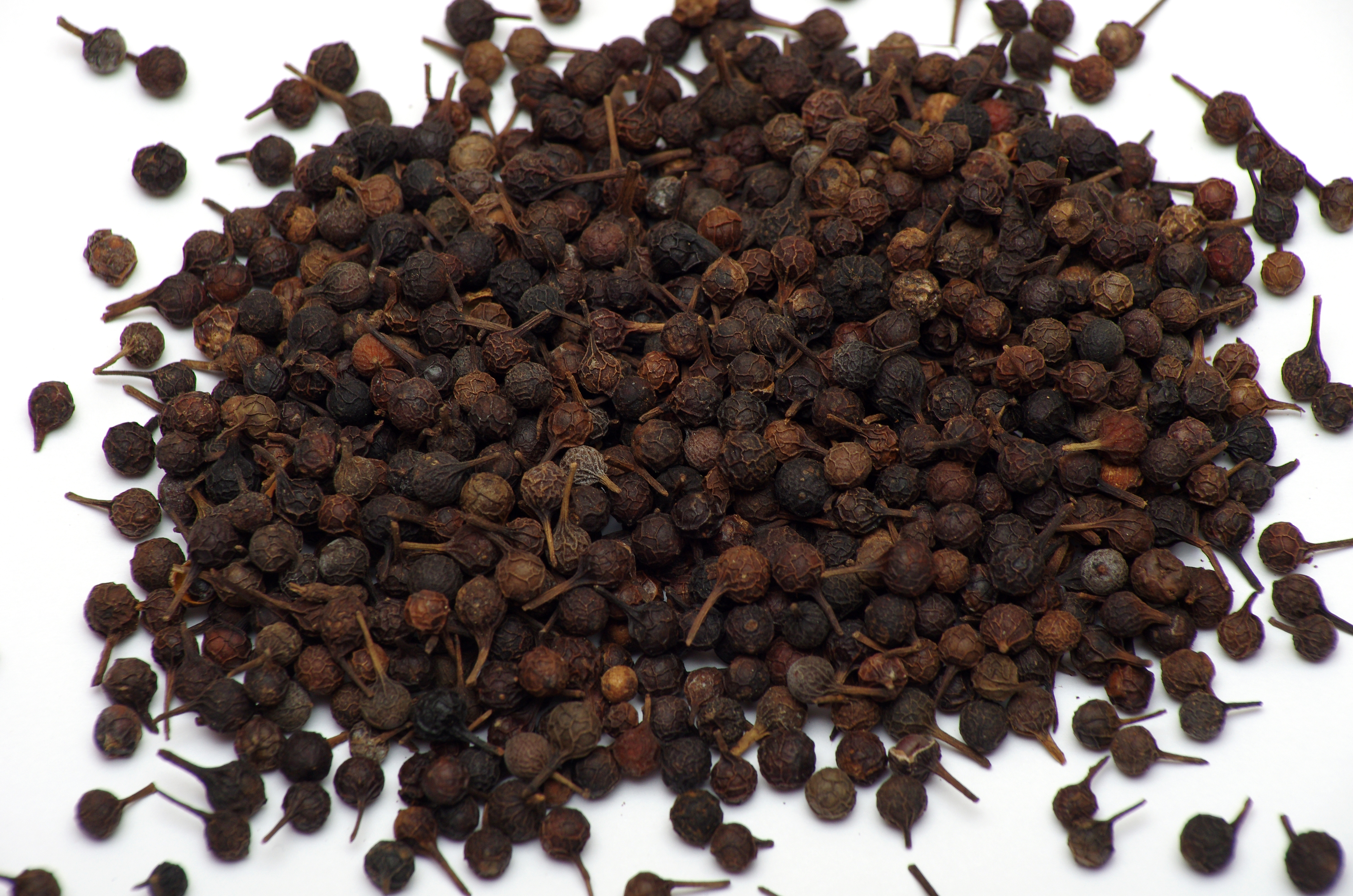
Перец Кубеба

Остро-жгучий вкус этой специи даёт не пиперин, который содержится в чёрном перце, а кубебин и большое количество эссенции (в перце кубеба её 12 %, а в чёрном — максимально 4 %). Специфический состав эссенции и содержащиеся в перце кубеба смолы придают ему своеобразный, напоминающий камфору  и перечную мяту аромат.